# Арі Суландер
Арі Юхані Суландер (фін. Ari Juhani Sulander; 6 січня 1969, м. Гельсінкі, Фінляндія) — фінський хокеїст, воротар. 
Вихованець хокейної школи «Йокеріт» (Гельсінкі). Виступав за «Йокеріт» (Гельсінкі), «Грассгоппер» (Цюрих), «ЦСК Лайонс», «Пеліканс» (Лахті).
У складі національної збірної Фінляндії учасник зимових Олімпійських ігор 1998, учасник чемпіонатів світу 1993, 1995, 1996, 1997, 1998, 1999 та 2000.
Досягнення
- Бронзовий призер зимових Олімпійських ігор 1998
- Чемпіон світу (1995), срібний призер (1998, 1999), бронзовий призер (2000)
- Чемпіон Фінляндії (1992, 1994, 1996, 1997)
- Чемпіон Швейцарії (2000, 2001, 2008, 2012)
- Переможець Ліги чемпіонів (2009)
- Володар Кубка європейських чемпіонів (1995, 1996)
- Володар Континентального кубка (2001, 2002)
- Володар Кубка Вікторії (2009).